# McLaren 765LT

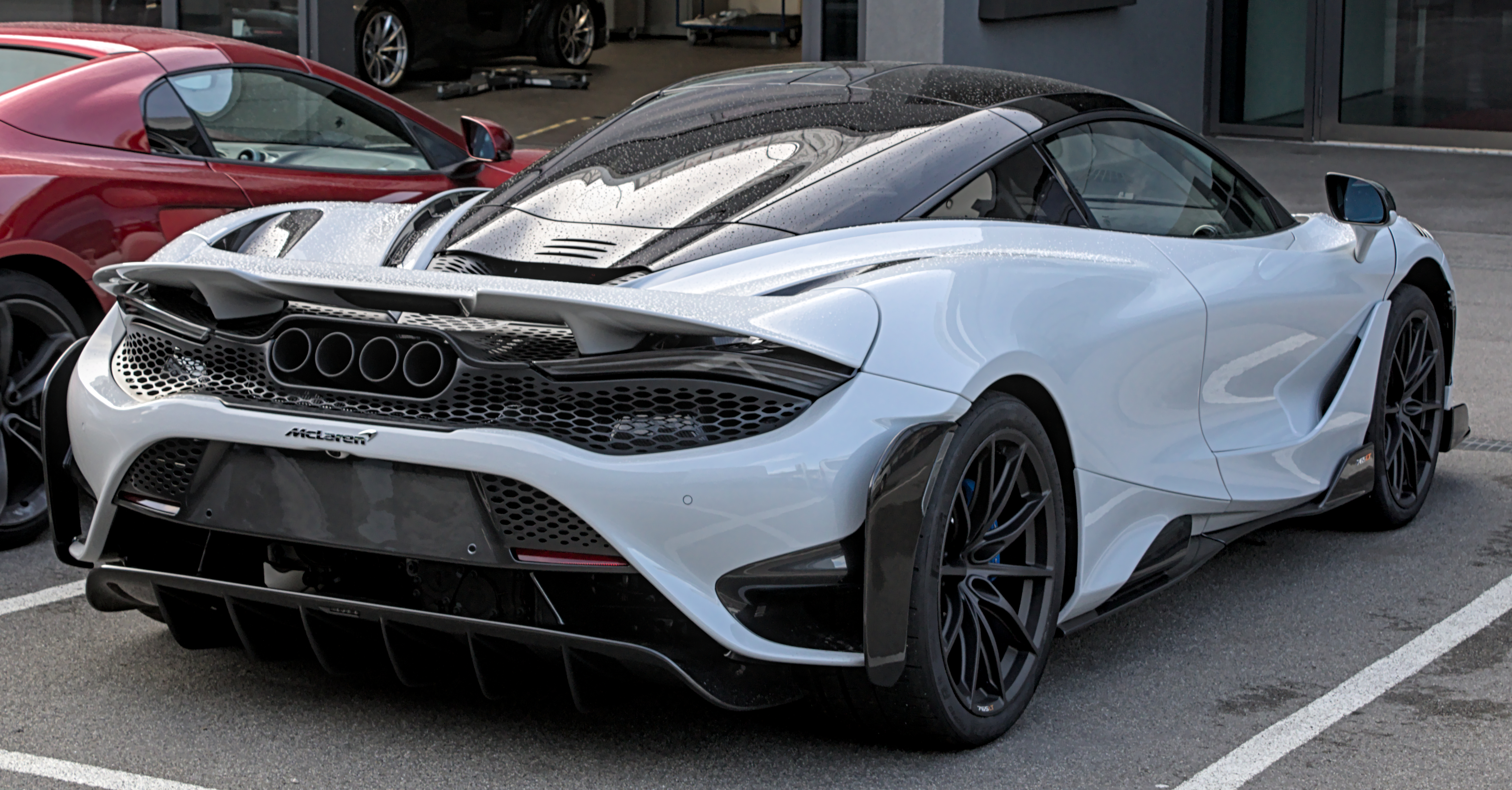
Heckansicht

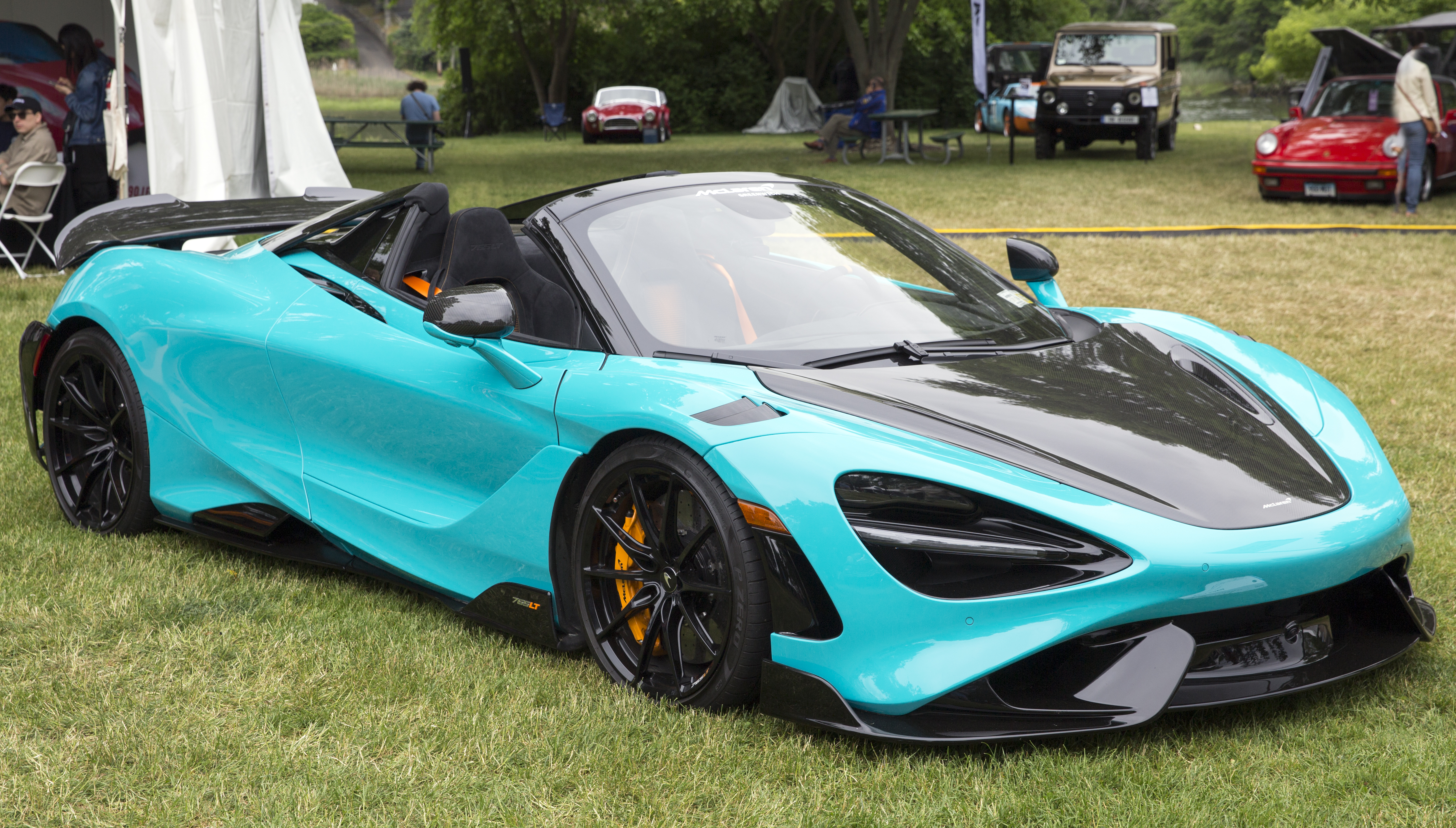
McLaren 765LT Spider (2021–2023)

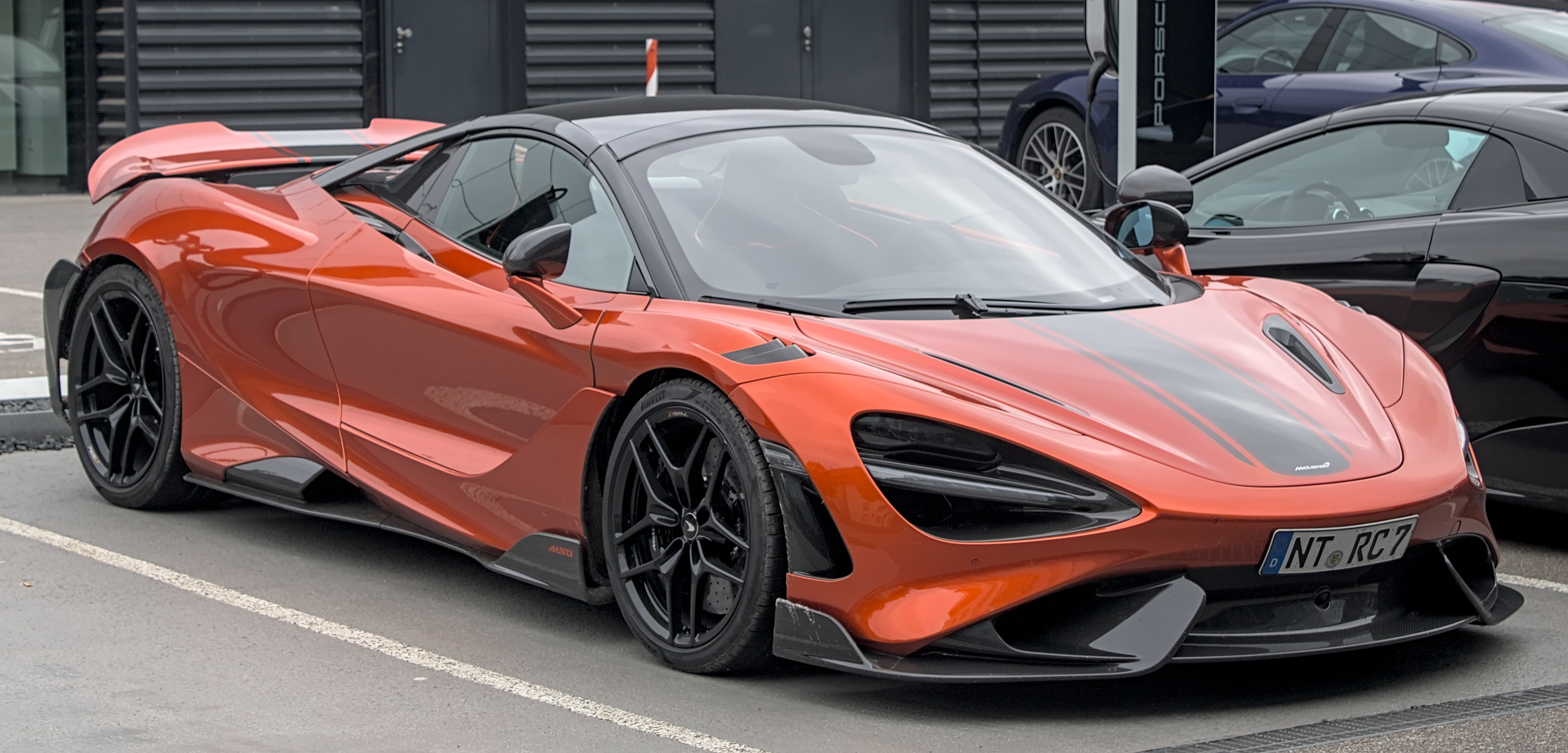
McLaren 765LT Spider, geschlossen (2021–2023)

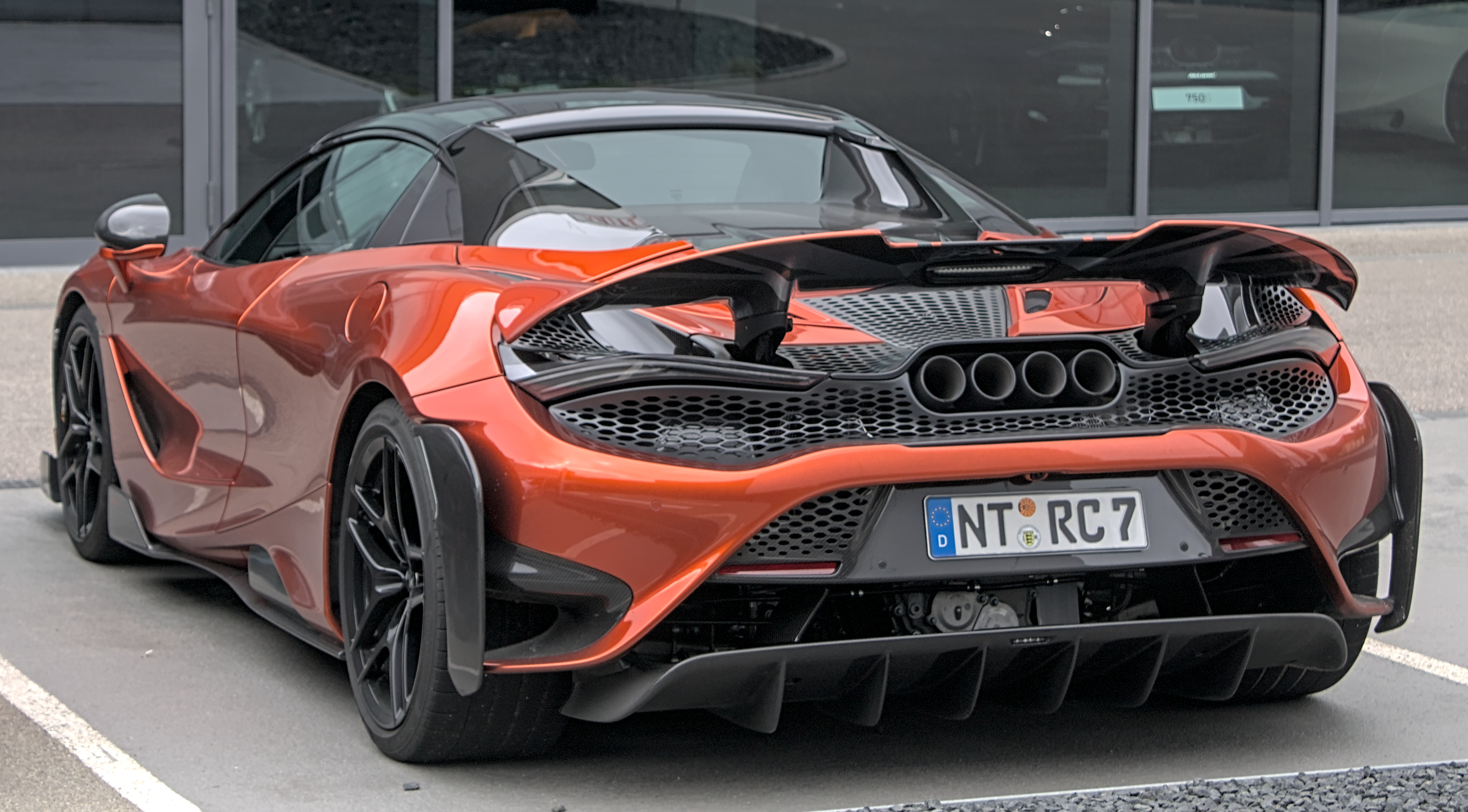
Heckansicht

Der McLaren 765LT ist ein Sportwagen von McLaren Automotive, der intern zur Super Series gezählt wird.

## Geschichte
Ursprünglich sollte der auf dem McLaren 720S basierende Sportwagen auf dem Genfer Auto-Salon 2020 vorgestellt werden. Wegen der COVID-19-Pandemie wurde der Auto-Salon am 28. Februar 2020 abgesagt, weshalb die Premiere am 3. März 2020 nur im Internet zu sehen war. Die Auslieferung des auf 765 Exemplare limitierten Fahrzeugs begann im August 2020. Im Juli 2021 präsentierte McLaren den ebenfalls auf 765 Exemplare limitierten Spider.
Als direktes Vorgängermodell gilt der auf dem McLaren 650S aufbauende 675LT.
Der Namenszusatz „LT“ ist eine Anspielung auf die F1 GTR „Longtail“ genannte Rennversion des McLaren F1. Der 765LT ist somit – nebst dem 675LT (Bauzeit: 2015–2017) und dem 600LT (Bauzeit: 2018–2021) – das dritte McLaren-Straßenmodell mit diesem Zusatz.

## Technik
Der Frontsplitter ist fünf Millimeter näher am Boden als beim 720S, wodurch die Fahrzeugneigung für einen besseren Anpressdruck erhöht wurde.
Gegenüber dem 720S Coupé wird unter anderem durch den Einsatz von CFK, speziellen Leichtmetallfelgen und Scheiben aus Polycarbonat das Gewicht um rund 80 kg gesenkt. Außerdem konnte der 765LT ohne Klimaanlage und Audioanlage bestellt werden. Mit einer auf 563 kW (765 PS) gesteigerten Leistung war der 765LT das bisher stärkste Modell der Super Series von McLaren. Die Höchstgeschwindigkeit liegt mit 330 km/h unter der des McLaren 720S, da die optimierte Aerodynamik mehr Luftwiderstand generiert. Auf 100 km/h soll der 765LT in 2,8 Sekunden und damit eine Zehntelsekunde schneller beschleunigen als der 720S.

## Technische Daten
|                                             | 765LT                          | 765LT Spider                   |
| Bauzeitraum                                 | 08/2020–03/2023                | 07/2021–03/2023                |
| Motorkenndaten                              |                                |                                |
| Motortyp                                    | V8-Ottomotor                   | V8-Ottomotor                   |
| Motoraufladung                              | Biturbo                        | Biturbo                        |
| Einbaulage                                  | mittig längs                   | mittig längs                   |
| Hubraum                                     | 3994 cm³                       | 3994 cm³                       |
| max. Leistung bei min−1                     | 563 kW (765 PS) / 7500         | 563 kW (765 PS) / 7500         |
| max. Drehmoment bei min−1                   | 800 Nm / 5500                  | 800 Nm / 5500                  |
| Kraftübertragung                            |                                |                                |
| Antrieb                                     | Hinterradantrieb               | Hinterradantrieb               |
| Getriebe                                    | 7-Gang-Doppelkupplungsgetriebe | 7-Gang-Doppelkupplungsgetriebe |
| Messwerte                                   |                                |                                |
| Höchstgeschwindigkeit                       | 330 km/h                       | 330 km/h                       |
| Beschleunigung, 0–100 km/h                  | 2,8 s                          | 2,8 s                          |
| Beschleunigung, 0–200 km/h                  | 7,0 s                          | 7,2 s                          |
| Trockengewicht                              | 1229 kg                        | 1278 kg                        |
| DIN Leergewicht                             | 1339 kg                        | 1388 kg                        |
| Tankinhalt                                  | 72 l                           | 72 l                           |
| Kraftstoffverbrauch auf 100 km (kombiniert) | 12,8 l Super                   | 12,8 l Super                   |
| CO2-Emissionen (kombiniert)                 | 280 g/km                       | 280 g/km                       |

## Zulassungszahlen
In der Schweiz und Liechtenstein wurden insgesamt 19 McLaren 765LT Coupé neu zugelassen, zudem 20 McLaren 765LT Spider.